# 154 î.Hr.

## Nașteri
- dată necunoscută: Gaius Gracchus  (d. 121 î.Hr.)